# Ретц, Франц
Франц Ретц (нем. Franz Retz; 13 сентября 1673, Прага — 19 ноября 1750, Рим) — богемский иезуит, 15-й верховный генерал Общества Иисуса (иезуитов) (37 марта 1730-19 ноября 1750). Богослов, доктор философии (1703) и богословия (1709).

## Биография
В 16-летнем возрасте вступил в орден иезуитов, был послушником, в 1692–1694 годах изучал философию, в 1700–1703 годах теологию в Оломоуцком университете. Получил степень доктора философии и богословия.
В 1711 г. был отозван в Рим. Назначен провинциалом Богемии (нынешняя Чехия) (1718–1720) и ректором пражской школы (1720-1723).
В 1725 году стал личным помощником по делам Центральной Европы тогдашнего генерала Общества Иисуса Микельанджело Тамбурини. После смерти Тамбурини, как генеральный викарий Общества, созвал Генеральную конгрегацию, которая избрала его Генеральным Настоятелем. Голосование было почти единогласным (68 из 70). Его умелое управление внесло большой вклад в благосостояние Общества Иисуса ; он добился канонизации святого Иоанна Франциска Режиса (1738 г.) и использовал пример святого для продвижения миссионерской деятельности в сельской местности.
Годы правления Ретца были, пожалуй, самым тихим за всю историю ордена. Общество продолжало неуклонно расти. На момент его смерти орден состоял из тридцати девяти провинций, двадцати четырех так называемых отцов, 669 коллегий, шестидесяти одного послушника, 335 резиденций, 273 миссионерских станций, 176 семинарий и 22 589 членов, из которых 11 293 были священниками.  